# 李成権
李 成権（イ・ソングォン、朝鮮語: 이성권/李成權、1968年10月15日 - ）は、大韓民国の政治家。第17・22代韓国国会議員。

## 経歴
慶尚南道南海郡出身。南海高等学校、釜山大学校哲学科卒。慶南大学校極東問題研究所南北協力アカデミー、早稲田大学大学院アジア太平洋研究科MA課程修了。釜山大在学期間は総学生会会長を務めた。
朴寛用国会議員秘書官、河野太郎国会議員秘書（2001年8月からの約2年間）、ハンナラ党の李会昌大統領候補補佐役、駐神戸大韓民国総領事館総領事（2012年8月から2015年8月まで）、韓日政策研究所事務処長、社団法人韓国の道理事、フォーラム韓国の道釜山本部代表、国会統一外交通商委員会委員・建設交通委員会委員を務めた。2004年の第17代総選挙ではハンナラ党の候補として釜山鎮乙選挙区から出馬し、当選後に河野太郎が当選祝いの手紙を送った。また、2022年6月より朴亨埈の下で釜山市経済副市長を務めたが、2023年12月に翌年の第22代総選挙への出馬を念頭に辞任した。